# Eriogonum pusillum
Eriogonum pusillum är en slideväxtart som beskrevs av Torr. & Gray. Eriogonum pusillum ingår i släktet Eriogonum och familjen slideväxter. Inga underarter finns listade i Catalogue of Life.